# Acanthocyclops similis
Acanthocyclops similis – gatunek widłonoga z rodziny Cyclopidae. Nazwa naukowa gatunku została po raz pierwszy opublikowana w 1984 roku przez niemieckiego zoologa Dietricha Flössnera.